# عطار شیرازی
عطار شیرازی، متخلص به روح عطار و روح، (زنده تا سال ۷۶۰ تا ۷۷۰ هـ. ق.) شاعر قرن هشتم هجری شمسی و معاصر حافظ شیرازی بوده‌است. از زندگی او اطلاع چندانی حتی در تذکره‌های شعرا هم موجود نیست ولی می‌تان از قراین و شواهد شعر خود او دریافت که احتمالا اهل شیراز نبوده و پیشه عطاری داشته و در بیتی به بازاری‌بودن خود اشاره کرده است. او خواجه قوام الدین محمدبن علی معروف به صاحب عیار (مقتول به سال ۷۶۴ هـ.ق .) را مدح گفته‌است. وی میان شعر حافظ و سلمان ساوجی (هر سه هم‌عصر بوده‌اند)، داوری کرده است که این نشان از مقام بالای ادبی او داشته است. 
  جالب آن‌که وی در شعر داوری خود بین سلمان و حافظ رجحانی قائل نمی‌شود.

## دیوان
دیوانی از او شامل دیباچه‌ای به وزن مثنوی، قطعات، غزلیات، قصاید و رباعیات در ۱۲۰۰ بیت در کتابخانه مجلس موجود بوده است.  احمد کرمی در سال ۱۳۶۹ دیوان او را تصحیح کرده و به چاپ رسانده‌است.  اما قابل ذکر است که محمد محیط طباطبایی دیوان وی را از مخطوطات قرن نهم می‌داند و اصالت بسیاری از ابیات آن را زیر سؤال برده است.  